# Chi Thài lài
Chi Thài lài hay chi Trai (danh pháp khoa học: Commelina) là một chi thực vật một lá mầm, được gọi chung với tên gọi cây "thài lài" với chu kỳ sống rất ngắn của hoa của chúng. Cây thài lài châu Á (Commelina communis) là một loại cỏ dại phổ biến ở đông bắc Hoa Kỳ. Nó mọc rất nhanh và phát triển tốt trong môi trường của các khu vườn bị bỏ hoang. Thông thường người ta hay nhìn thấy nó mọc troing vườn cùng với cây dừa cạn (chi Vinca), có lẽ là do sự giống nhau ở bề ngoài của thân cây và lá của chúng làm cho chúng khó bị nhổ đi hơn.

## Đặc điểm
Môi trường sinh sống ưa thích: Ưa nắng hoặc nơi có bóng râm ở mức độ vừa phải. Màu hoa: Lam nhạt đến tím ánh lam nhạt. Lá: thường xanh. Các loài cây này hấp dẫn ong, bướm và/hoặc chim. Nhu cầu về nước: Tưới nước đều đặn; nhưng không ưa thích môi trường quá ẩm ướt.

## Một số loài

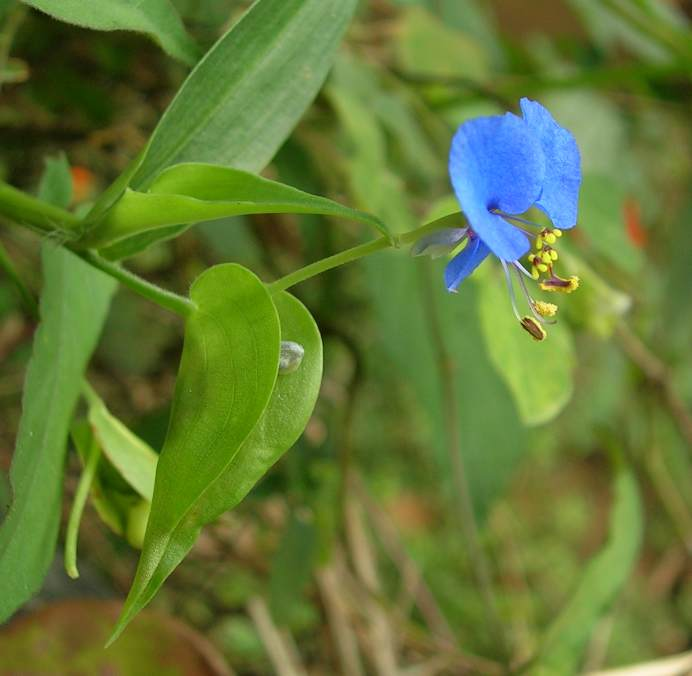
Hình chụp gần của hoa thài lài

Chi này hiện biết có 170 loài. Một số loài cụ thể như sau:
- Commelina abliqua
- Commelina africana - Thài lài châu Phi
- Commelina auriculata
- Commelina benghalensis - Thài lài Benghal
- Commelina caroliniana
- Commelina communis - Thài lài châu Á
- Commelina condensata
- Commelina coelestis (syn. Commelina tuberosa)
- Commelina cyanea
- Commelina dianthifolia
- Commelina diffusa
- Commelina erecta (syn. Commelina elegans)
- Commelina forskaolii (syn. Commelina forskaolaei)
- Commelina gambiae
- Commelina hasskarlii
- Commelina hirtella
- Commelina kotschyi
- Commelina latifolia
- Commelina leiacarpa
- Commelina lukei
- Commelina maculata
- Commelina mascarenica
- Commelina nigritana
- Commelina nudiflora
- Commelina pallida
- Commelina paludosa
- Commelina rufipes
- Commelina sellowiana
- Commelina sphaerorrhizoma
- Commelina standleyi
- Commelina subalbescens
- Commelina suffruticosa
- Commelina texcocona
- Commelina tuberosa
- Commelina undulata
- Commelina virginica

## Hình ảnh

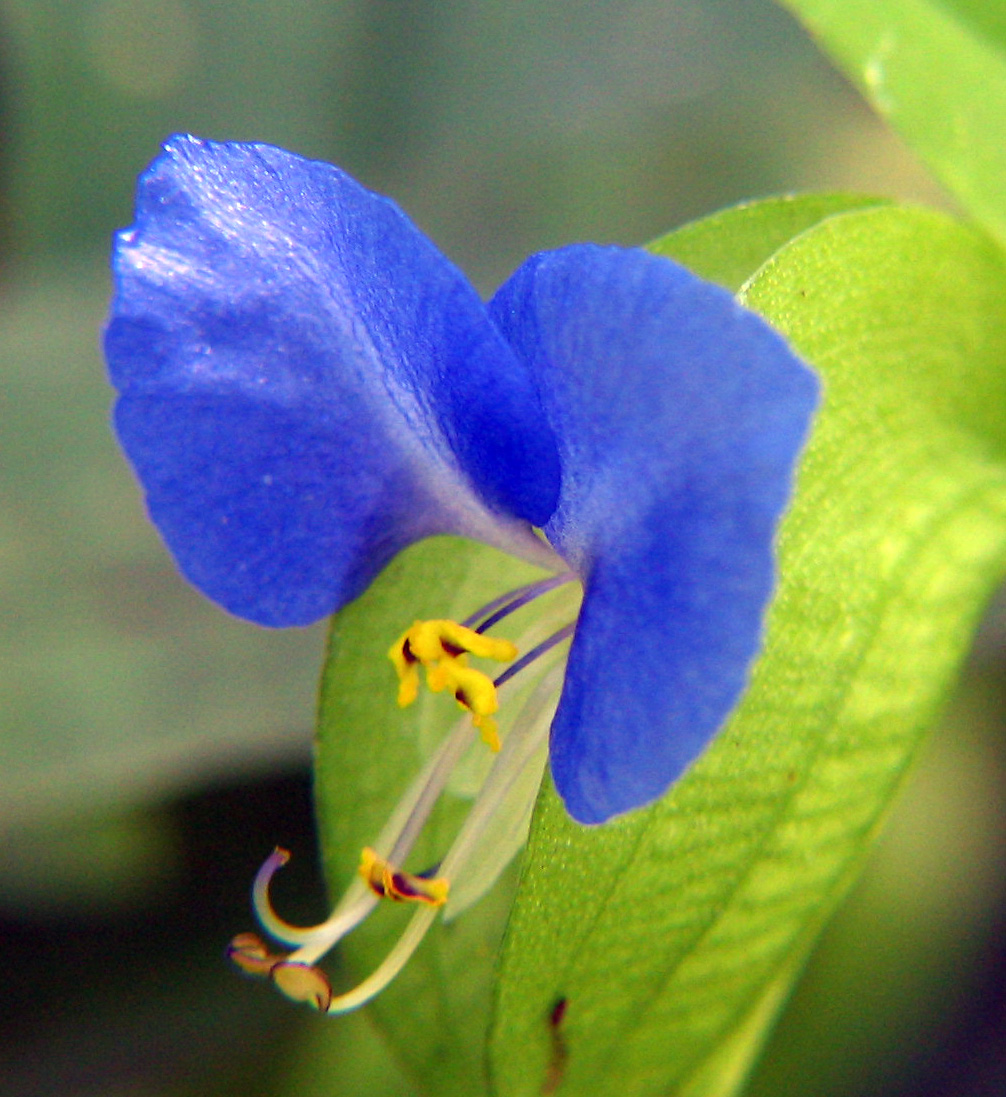
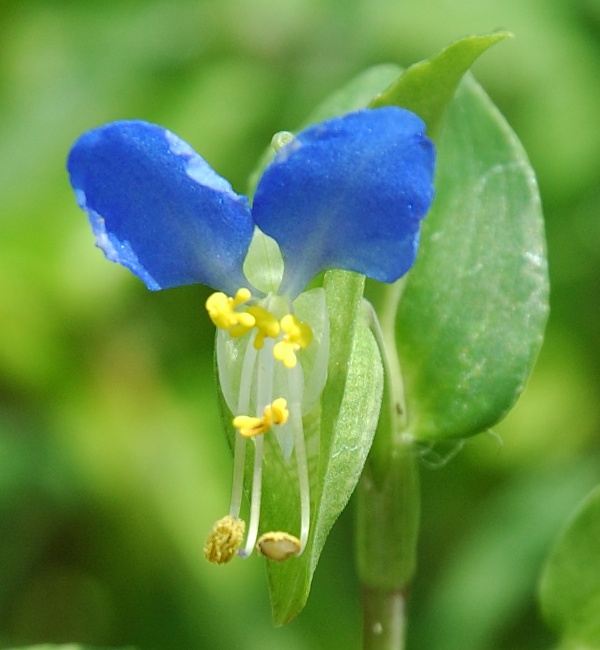
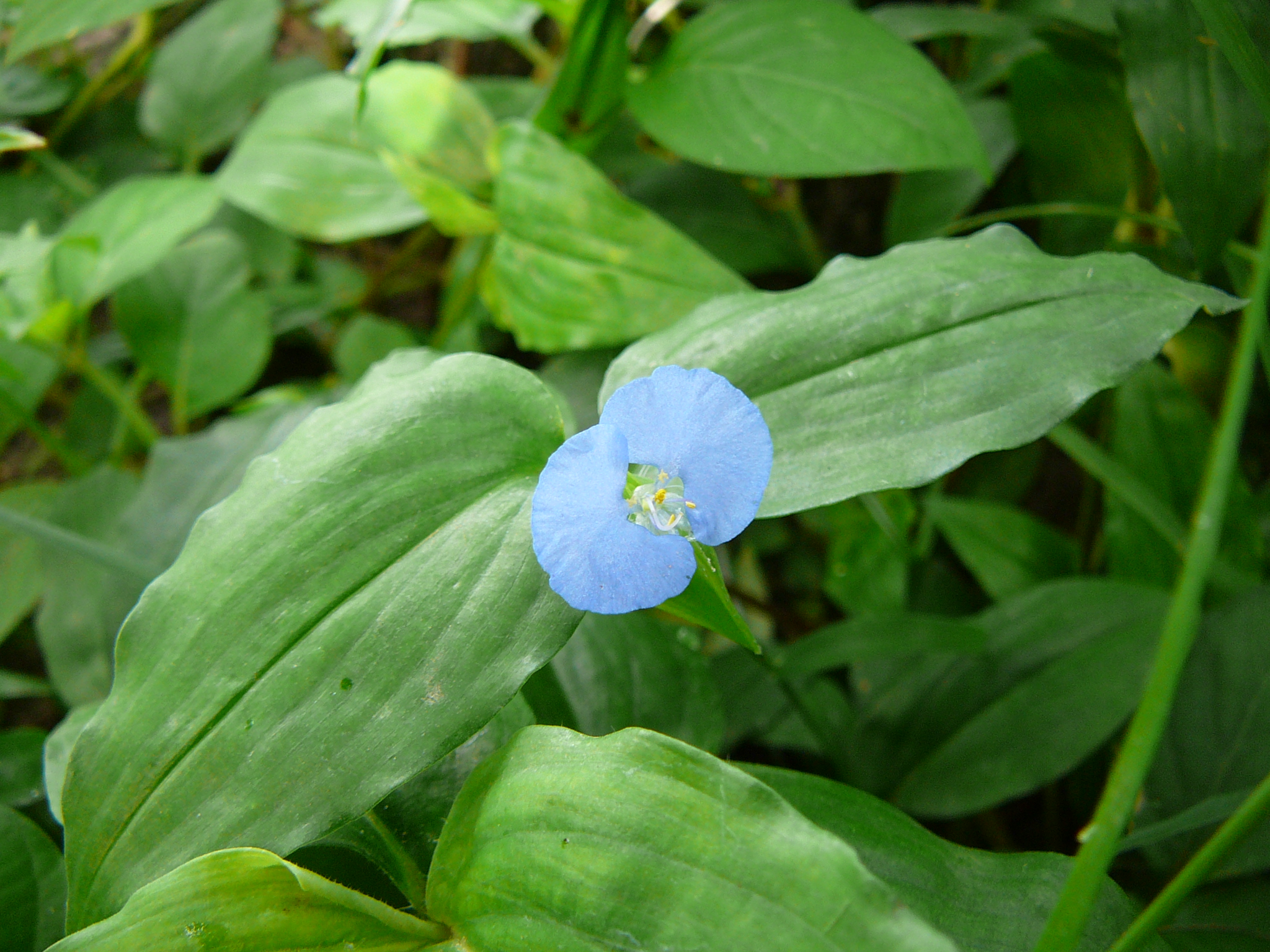
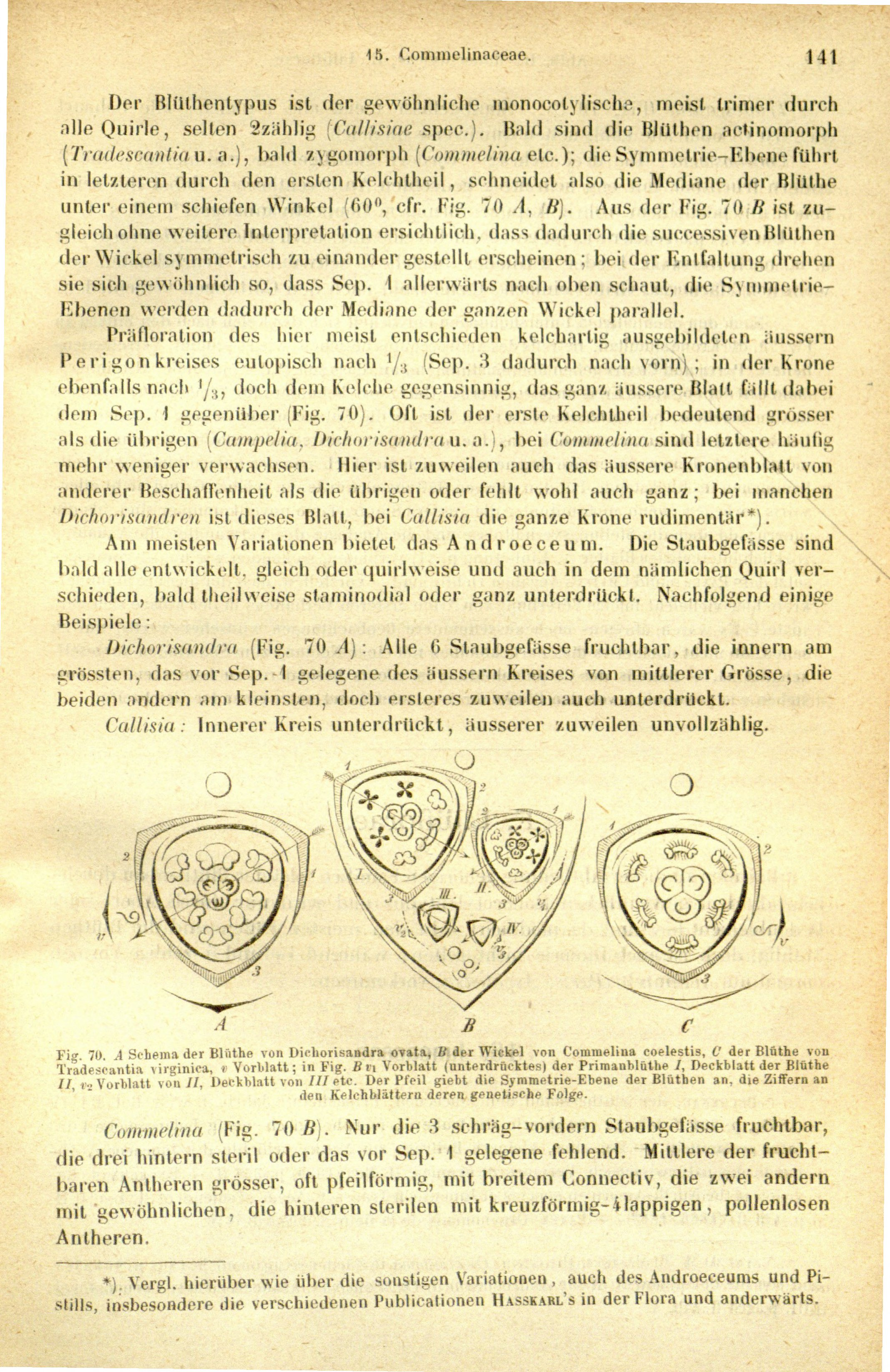